# Kumí
Àhmad Ibrahim Hussayn Qumí fou un historiador persa nascut a Qom el 18 de maig de 1546. Mort en data desconeguda posterior a 1597.
Va escriure principalment tres obres:
- Madjma (o Tadhkirat) al-xuara-yi Abbasi, no conservada, una antologia sobre savis i poetes
- Khulasat al-tawarik, crònica dels safàvides en cinc volums dels que només se'n conserva un, font essencial per a la història dels safàvides, escrita vers 1587-1592
- Gulistan hunar, tractat sobre cal·lígrafs i pintors, escrit vers 1597.